# Montegaldo
Montegaldo, nota anche semplicemente come Galdo, è una frazione italiana di circa 90 abitanti, che fa parte del comune di Lauria, nella Provincia di Potenza.
Sorge a circa 731 m. sul livello del mare. Si trova nella zona sud-est del comune di Lauria, ai confini con i comuni di Castelluccio Superiore e Castelluccio Inferiore, e con la regione Calabria. Fino agli anni 70 nella zona era presente una stazione ferroviaria della Ferrovia Lagonegro-Castrovillari-Spezzano Albanese.